# Kleingebiet Paks
Das Kleingebiet Paks (ungarisch Paksi kistérség) war bis Ende 2012 eine ungarische Verwaltungseinheit (LAU 1) innerhalb des Komitats Tolna in Südtransdanubien.  Im Zuge der Verwaltungsreform Anfang 2013 entstand aus allen Ortschaften des Kleingebiets der Kreis Paks (ungarisch Paksi járás), der noch um die Ortschaft Tengelic aus dem Kleingebiet Szekszard erweitert wurde.
Zum Jahresende 2012 lebten 47.314 Einwohner auf einer Fläche von 765,07 km². Die Bevölkerungsdichte lag mit 62 Einwohnern/km² geringfügig unter der des Komitats.
Der Verwaltungssitz befand sich in der größten Stadt Paks (19.481 Ew.). Eine weitere Stadt war Dunaföldvár (8.722 Ew.), die einzige Großgemeinde Nagydorog hatte 2.591 Einwohner.

## Ortschaften
Die folgenden 14 Ortschaften gehörten zum Kleingebiet Paks:
| Bikács   | Bölcske | Dunaföldvár  | Dunaszentgyörgy | Gerjen   |
| Györköny | Kajdacs | Madocsa      | Nagydorog       | Németkér |
| Paks     | Pálfa   | Pusztahencse | Sárszentlőrinc  |          |